# Kalíninski (Kushchóvskaya)
Kalíninski (del ruso: Калининский) es un jútor del raión de Kushchóvskaya del krai de Krasnodar, en Rusia. Está situado en las llanuras de Kubán-Priazov, a orillas del Mókraya Chuburka, 30 km al noroeste de Kushchóvskaya y 185 km al norte de Krasnodar, la capital del krai. Tenía 83 habitantes en 2010
Pertenece al municipio Krasnopoliánskoye.